# 梅策倫-馬里亞斯泰因

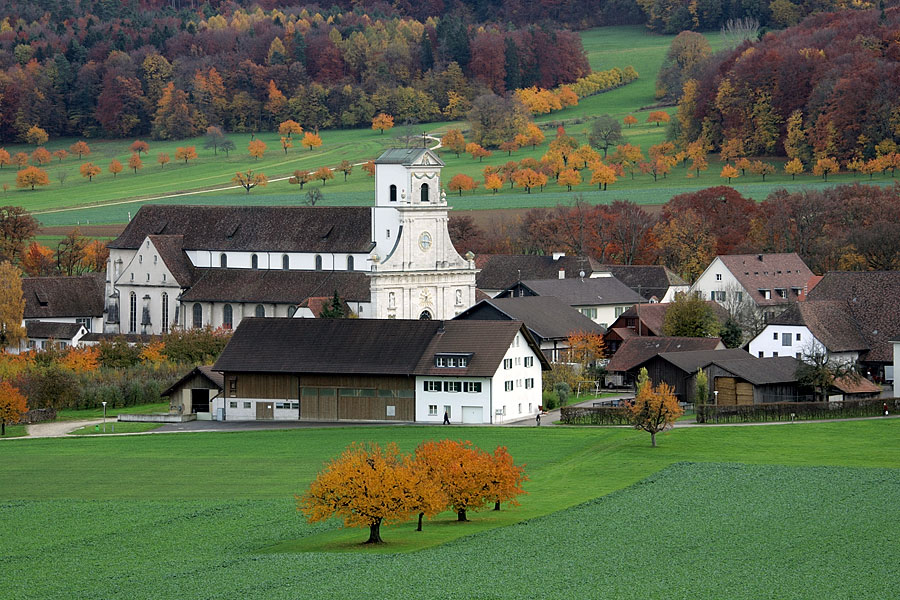

梅策倫-馬里亞斯泰因是瑞士的城鎮，位於該國北部，由索洛圖恩州負責管轄，面積8.49平方公里，海拔高度526米，2012年人口930，六成半人口信奉羅馬天主教，人口密度每平方公里110人。

## 外部連結
- Official website （页面存档备份，存于） （德文）
- Mariastein Abbey website （德文）